# Peter De Roover
Peter M.A. De Roover (Turnhout, 20 mei 1962) is een Belgisch volksvertegenwoordiger, leraar, chef-politiek van Doorbraak en erevoorzitter van de Vlaamse Volksbeweging (VVB). Sinds 2014 is hij lid van de politieke partij N-VA. Sinds 10 juli 2024 is hij voorzitter van de Kamer van volksvertegenwoordigers.

## Levensloop
Van 1980 tot 1984 studeerde De Roover toegepaste economische wetenschappen aan het UFSIA en was als student actief in KVHV Antwerpen. Hij was hoofdredacteur van het KVHV-blad Tegenstroom. In 1984 begon hij zijn loopbaan als leraar in het technisch secundair onderwijs: eerst in Sint-Aloysius te Mortsel, nadien in de Antwerpse school Sint-Eligius, dat intussen is omgevormd tot het Scheppersinstituut. In 2014 zei De Roover het onderwijs vaarwel om zich te engageren in de nationale politiek.

### Volksunie
Hij begon een politieke carrière in de VUJO, de jongerenafdeling van de Volksunie, en was voorzitter van de VUJO-afdeling van Groot-Antwerpen. In 1988 nam hij samen met Jan Jambon ontslag uit de Volksunie, toen er van de zogenaamde Derde Fase van de staatshervorming, de omvorming van België tot een volwaardige federale staat, niets in huis kwam. Ook de verruimingsoperatie onder leiding van Hugo Schiltz en Jaak Gabriëls bleek moeilijk te verteren, voornamelijk de verkiezing van de links-liberale volksvertegenwoordiger Herman Lauwers, de voorzitter van het VVKSM, uit Brasschaat.

### Vlaamse Volksbeweging
Samen met Jambon stapte hij over naar de Vlaamse Volksbeweging (VVB). Hij richtte een VVB-afdeling in Antwerpen op en was van 1988 tot 1989 politiek secretaris en voorzitter van het politiek bureau van de VVB. In 1989 volgde De Roover Jaak van Waeg op als algemeen voorzitter van de Vlaamse Volksbeweging, wat hij bleef tot in 1998. Onder Peter De Roover koos de VVB resoluut voor Vlaamse onafhankelijkheid (met het congres van 24 april 1991: 'Onze toekomst in Europa: Vlaanderen onafhankelijk'), werd de Europese Unie een thema, met een kritische blik naar het Verdrag van Maastricht en verzet tegen stemrecht voor inwoners van Europese lidstaten bij gemeenteraadsverkiezingen, ('EU-stemrecht: ja, maar ...') en verschoof de aandacht naar Vlaams-Brabant, met het verzet tegen de keuze voor Brussel als hoofdstad van de Europese Unie en de verfransing van de Vlaamse Rand, (met het Komitee Stop Euro-Brussel en de intense samenwerking met het Taal Aktie Komitee). Ook de verengelsing van het hoger onderwijs in Vlaanderen kon onder het leiderschap van De Roover op tegenkanting van de VVB rekenen.
Halfweg de jaren 1990 begaf De Roover zich in de strijd om het politieke karakter van het IJzerbedevaartcomité. Hij richtte, onder meer met toenmalig Davidsfonds-voorzitter Lieven Van Gerven het IJzerbedevaardersforum op, dat het IJzerbedevaartcomité opnieuw naar een meer separatistisch standpunt wilde brengen. Dit forum stierf een stille dood in 1996 nadat ze politiek werden ingehaald door de Werkgroep Radicalisering IJzerbedevaart (Voorpost, VNJ, BDAC enz.), de organisator van de IJzerwake in Ieper/Steenstrate.
De jaren na zijn voorzitterschap was hij nog in de marge van de VVB actief, zoals in de afdeling Mortsel, maar ook - en vooral - als medewerker van het maandblad Doorbraak waarin hij vanaf 1999 een eigen column 'Vrijspraak' had. In 2001-2002 was Peter De Roover betrokken als hoofdredacteur bij de oprichting van een nieuw opinieweekblad, Punt. Van dit Vlaamsgezind en conservatief magazine verschenen in het voorjaar van 2002 negen nummers, maar het gebrek aan succes leidde tot een vroegtijdig einde van Punt.
Op 20 oktober 2007 werd Peter De Roover door de Algemene Vergadering van de VVB opnieuw verkozen tot politiek secretaris, samen met Eric Defoort als de nieuwe algemeen voorzitter. Die functie bekleedde hij tot februari 2013. Vanaf april 2013 was hij chef-politiek van Doorbraak en afgevaardigd beheerder van de vzw Stem in 't Kapittel. Peter De Roover leverde ook opiniebijdragen aan de kranten De Standaard en De Morgen of aan Knack, waarin hij zich met een radicaal Vlaams-nationalistische blik voornamelijk uitliet over communautaire thema's. Hij verscheen ook geregeld op de VRT-nieuwsdienst om in programma's als Terzake zijn mening te geven.

### N-VA
Peter De Roover stelde zich bij de federale verkiezingen van 25 mei 2014 kandidaat voor een zetel in de Kamer van volksvertegenwoordigers. Hij kreeg op de lijst van de N-VA de derde plaats toegewezen voor de kieskring Antwerpen en werd verkozen. Op 17 januari 2015 werd hij tot penningmeester van de partij verkozen. In januari 2016 werd hij fractieleider in de Kamer en verliet hij de post van penningmeester. Hij liet zich eind 2018 opmerken door zijn veelvuldige tussenkomsten over het al dan niet goedkeuren van het VN-Migratiepact, dat uiteindelijk leidde tot het opstappen van N-VA uit de regering. 
Bij de Kamerverkiezingen van mei 2019 was hij opnieuw kandidaat, als lijstduwer in Antwerpen. Hij werd herkozen en bleef fractieleider. Bij de federale verkiezingen van juni 2024 kwam hij nogmaals op als lijstduwer en werd hij verkozen voor een derde termijn als Kamerlid. De Kamer verkoos hem in het begin van de legislatuur op 10 juli 2024 als voorzitter, waarvoor hij als enige kandidaat was.
Vanaf januari 2019 was hij ook gemeenteraadslid van Mortsel. In december 2020 nam hij ontslag, omdat hij door zijn andere functies te weinig aanwezig kon zijn bij de zittingen. Bij de verkiezingen van oktober 2024 werd De Roover verkozen in de districtsraad van het stadsdistrict Antwerpen, waar hij sinds januari 2025 zetelt.
In 2023 ontving hij een Armeense Medal of Gratitude.

## Persoonlijk
In november 2021 maakte De Roover bekend dat hij zich verloofd had met Els van Doesburg, een voormalig parlementair medewerker en partijgenote van hem. In 2025 kregen ze samen een zoon.